# 安德烈亚斯·沃尔夫
安德烈亚斯·沃尔夫（德語：Andreas Wolff，1991年3月3日—），德国男子手球运动员。他曾代表德国参加2016年和2020年夏季奥林匹克运动会手球比赛，其中2016年奥运会获得一枚铜牌。